# Anaïs Barbeau-Lavalette

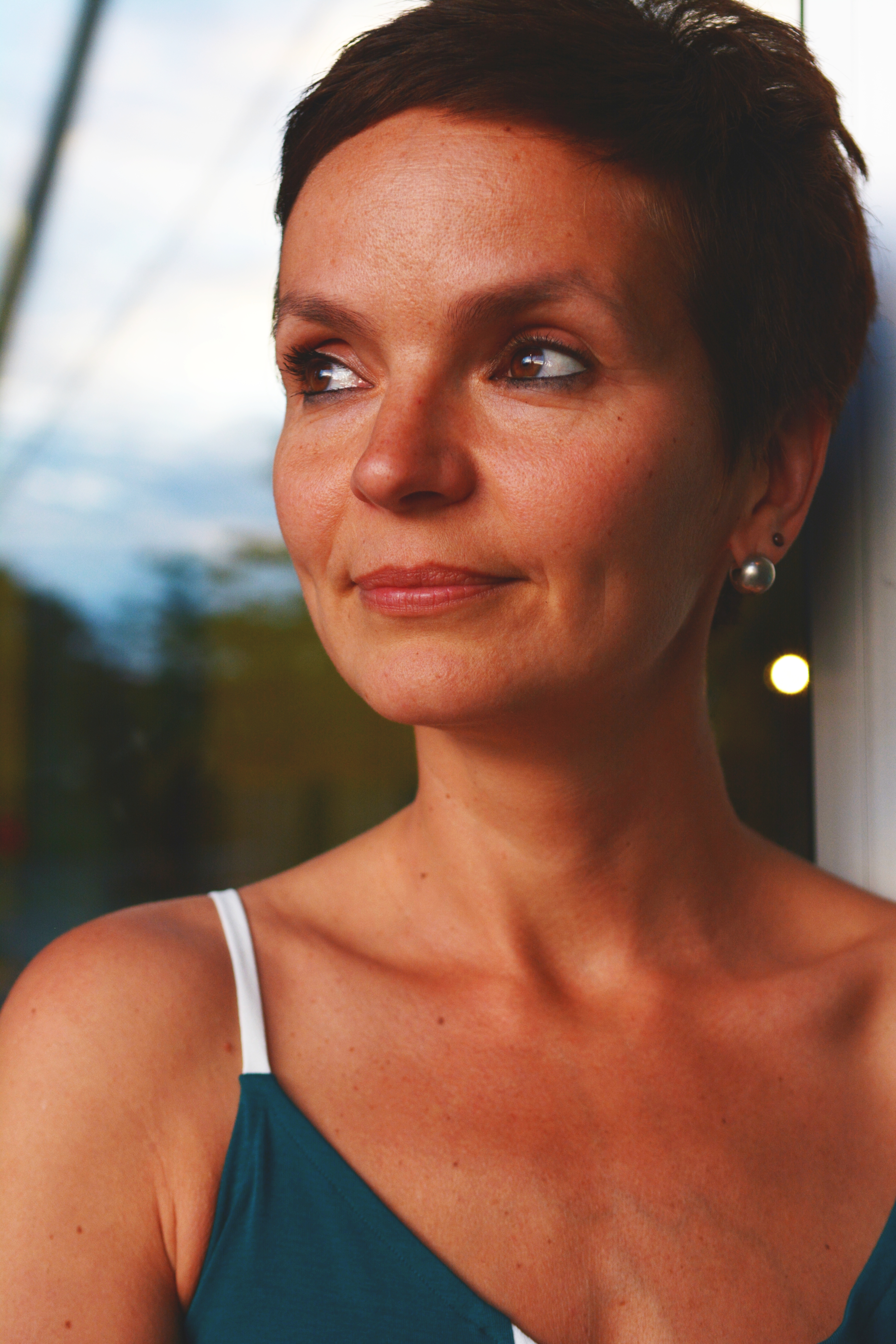
Anaïs Barbeau-Lavalette

Anaïs Barbeau-Lavalette (geb. 1979 in Montréal, Québec) ist eine kanadische Filmemacherin und Schriftstellerin.

## Leben
Barbeau-Lavalette entstammt einer Künstlerfamilie: Ihre Mutter Manon Barbeau ist eine Filmemacherin, die mit indigenen Gemeinschaften arbeitet, und ihr Vater Philippe Lavalette ist ein Kameramann. Ihr Großvater Marcel Barbeau war ein Maler und ein Mitglied der Künstlergruppe Refus global. Barbeau-Lavalette studierte am Institut national de l’image et du son (INIS) in Montréal, wo sie sich auf Filmproduktion spezialisierte.

## Wirken
Barbeau-Lavalettes Werke, sowohl im Film als auch in der Literatur, fordern häufig dazu auf, über die Grenzen des Alltäglichen hinauszudenken und bieten eine Plattform für kritische Auseinandersetzungen mit gesellschaftlichen Themen.
Ihr filmische Leistungen zeigen sich sowohl im Bereich der Dokumentarfilme als auch in der Spielfilmproduktion. Ihre Karriere begann mit Dokumentarfilmen wie Les Petits princes des bidonvilles (2000), welche das Leben junger Menschen in verschiedenen kulturellen Kontexten beleuchten. Ihr Spielfilmdebüt gab sie mit Le ring (2007), gefolgt von Inch’ Allah (2012), einem Film, der die komplexen Wirklichkeiten des israelisch-palästinensischen Konflikts darstellt und internationale Anerkennung fand.
Barbeau-Lavalette ist auch als Schriftstellerin tätig. Ihr Roman Je voudrais qu’on m’efface (2010) erzählt die Geschichten von Kindern im Montréaler Stadtteil Hochelaga-Maisonneuve und wurde für seine einfühlsame Darstellung des sozialen Umfelds gelobt. In ihrem Roman Sie und der Wald (deutsch 2024) erforscht sie die Beziehung zwischen Mensch und Natur und reflektiert dabei über moderne Lebensweisen und die Möglichkeiten eines utopischen Rückzugs aus der gesellschaftlichen Hektik.

## Auszeichnungen
Ihr Werk zeichnet sich durch einen starken sozialen und humanistischen Anspruch aus, was 2013 zur Verleihung des Preises Artiste de l’année durch die Organisation Les artistes pour la paix führte. Dieser Preis würdigt jährlich künstlerisches Schaffen, das sich durch ein tiefes humanistisches Engagement auszeichnet.